# Kurt Kaser
Kurt Kaser (* 23. Oktober 1870 in Steyr; † 1. November 1931 in Graz) war ein österreichischer Historiker.

## Leben
Er studierte in Marburg und Tübingen. Nach der Promotion zum Dr. phil. 1892 und der Habilitation 1899 in Wien für Geschichte des Mittelalters und der Neuzeit wurde er 1908 außerordentlicher Professor in Graz. 1914 wurde er ordentlicher Professor in Czernowitz. 1918 war er als Honorarprofessor und 1924 als ordentlicher Professor für allg. und Wirtschaftsgeschichte in Graz tätig. Zwischen den Studienjahren 1905/06 und 1908/09 lehrte er überdies an der Exportakademie in Wien.

## Schriften (Auswahl)
- Verzeichnis der in Wiener Archiven vorhandenen Urbarien. Vorgelegt in der Sitzung am 14. Oktober 1907. Wien 1909, OCLC 247981245.
- Steiermark im Jahre 1848. Ein Vortrag. Graz 1913, OCLC 237199802.
- Die Gründung der k. k. Franz-Josefs-Universität in Czernowitz im Jahre 1875. Wien 1917, OCLC 1039167667.
- Der deutsche Ständestaat. Graz 1923, OCLC 604805820.